# Municipio de Bunker Hill (Illinois)
El municipio de Bunker Hill (en inglés: Bunker Hill Township) es un municipio ubicado en el condado de Macoupin en el estado estadounidense de Illinois. En el año 2010 tenía una población de 3346 habitantes y una densidad poblacional de 35,48 personas por km².

## Geografía
El municipio de Bunker Hill se encuentra ubicado en las coordenadas 39°1′39″N 89°58′57″O / 39.02750, -89.98250. Según la Oficina del Censo de los Estados Unidos, el municipio tiene una superficie total de 94.31 km², de la cual 93,74 km² corresponden a tierra firme y (0,6 %) 0,57 km² es agua.

## Demografía
Según el censo de 2010, había 3346 personas residiendo en el municipio de Bunker Hill. La densidad de población era de 35,48 hab./km². De los 3346 habitantes, el municipio de Bunker Hill estaba compuesto por el 97,46 % blancos, el 1,14 % eran afroamericanos, el 0,24 % eran amerindios, el 0,18 % eran asiáticos, el 0,18 % eran de otras razas y el 0,81 % eran de una mezcla de razas. Del total de la población el 0,54 % eran hispanos o latinos de cualquier raza.